# Хамад ибн Халифа Аль Тани
Хама́д ибн Хали́фа А́ль Тани́ (араб. حمد بن خليفة آل ثاني‎; род. 1 января 1952, Доха, Катар) — седьмой эмир Катара с 27 июня 1995 по 25 июня 2013 года. Стал эмиром после свержения своего отца Халифы ибн Хамада, находившегося на отдыхе в Швейцарии.
Начал своё образование в Катаре, окончил Королевскую военную академию в Сандхёрст (Великобритания) в июле 1971 года, служил в армии Катара. С 31 мая 1977 года — престолонаследник и министр обороны, много сделал для модернизации армии. Отвечал также за спортивную подготовку юношества. Активно занимается поддержкой спорта. 27 июня 1995 года в результате бескровного переворота сверг своего отца и пришёл к власти. Обладает плохим здоровьем, страдает от диабета, оперирован. В 1997 году сделал Катар первой страной региона, предоставившей избирательное право женщинам. В 1996 году способствовал появлению телеканала «Аль-Джазира».

## Биография
Шейх Хамад бин Халифа Аль Тани родился в январе 1952 года в Дохе, где он вырос и получил образование. Затем он поступил в Британскую Королевскую военную академию в Сандхёрсте. После окончания учёбы в 1971 году он присоединился к Вооружённым силам Катара, где его продвигали по службе, пока он не достиг звания генерал-майора. Ему приписывают ключевую роль в развитии вооружённых сил.
31 мая 1977 года он был назначен наследником престола и министром обороны. 10 мая 1989 года шейх Хамад был назначен председателем Высшего совета по планированию, перед которым была поставлена задача разработки социальной и экономической политики Катара.
С 1992 года отец передаёт Хамаду всё больше властных полномочий в управлении Катаром, включая власть над развитием нефтегазового комплекса страны. В 1995 году при поддержке других членов семьи, пока отец находился в зарубежной командировке в Швейцарии, Хамад становится верховным главой государства Катар. Отец с 1995 по 2004 год проживал в изгнании во Франции и вернулся на родину лишь в 2004 году.
Правление Хамада бин Халифа Аль Тани стало эпохой реформ и модернизации Катара. В первую очередь нефтегазовый комплекс Катара получил новый импульс развития благодаря привлечению иностранных инвестиций крупнейших мировых компаний: ExxonMobil, Шелл, Total и проч. В результате Катар стал ведущим производителем и экспортёром сжиженного природного газа.
Эмир Катара своим указом основал новостной канал Аль-Джазира.
Среди арабских правителей считается прогрессивным лидером, несмотря на то, что сохранял абсолютную власть. Большую известность получили гуманитарные и благотворительные программы, которые курирует вторая жена эмира — Моза.
В 2002 году купил на Нью-Йоркском аукционе «Кристис» Зимнее яйцо Фаберже.
24 июня 2013 года объявил, что собирается передать власть в эмирате своему сыну, кронпринцу Тамиму ибн Хамаду Аль Тани. 25 июня 2013 года в телеобращении объявил об уходе на покой.

### Попытки покушения
По сообщениям арабских и иранских СМИ, Эмир Катара избежал покушения на свою жизнь в начале сентября 2011 года.

## Награды
Награды Катара
| Страна | Дата                                  | Награда      | Награда              | Литеры |
| ------ | ------------------------------------- | ------------ | -------------------- | ------ |
| Катар  | 25 июня 2013 —                        | Кавалер цепи | ордена Независимости |        |
| Катар  | 27 июня 1995 года — 25 июня 2013 года | Суверен      | ордена Независимости |        |
| Катар  | 25 июня 2013 —                        | Кавалер цепи | ордена Заслуг        |        |
| Катар  | 27 июня 1995 года — 25 июня 2013 года | Суверен      | ордена Заслуг        |        |

Награды иностранных государств
| Страна                   | Дата вручения                  | Награда                                                                                            | Награда                                                                                            | Литеры   |
| ------------------------ | ------------------------------ | -------------------------------------------------------------------------------------------------- | -------------------------------------------------------------------------------------------------- | -------- |
| Кувейт                   | —                              | Кавалер орденской цепи Мубарака Великого                                                           | Кавалер орденской цепи Мубарака Великого                                                           |          |
| Малайзия                 | —                              | Кавалер ордена Короны Королевства                                                                  | Кавалер ордена Короны Королевства                                                                  | DMN      |
| Египет                   | 1976 —                         | Кавалер орденской цепи Нила                                                                        | Кавалер орденской цепи Нила                                                                        |          |
| Саудовская Аравия        | 1976 —                         | Кавалер 1 класса ордена Абдель-Азиза аль-Сауда                                                     | Кавалер 1 класса ордена Абдель-Азиза аль-Сауда                                                     |          |
| Венесуэла                | 1977 —                         | Кавалер 1 класса ордена Франсиско Миранды                                                          | Кавалер 1 класса ордена Франсиско Миранды                                                          |          |
| Ливан                    | 1986 —                         | Кавалер Большой ленты ордена Заслуг                                                                | Кавалер Большой ленты ордена Заслуг                                                                |          |
| Иордания                 | 1995 —                         | Кавалер орденской цепи Хусейна ибн Али                                                             | Кавалер орденской цепи Хусейна ибн Али                                                             |          |
| Оман                     | 1995 —                         | Кавалер 1 класса                                                                                   | военного ордена Омана                                                                              |          |
| Оман                     | 1975 — 1995                    | Кавалер 2 класса                                                                                   | военного ордена Омана                                                                              |          |
| Тунис                    | 1997 —                         | Кавалер Большой ленты ордена 7 ноября 1987                                                         | Кавалер Большой ленты ордена 7 ноября 1987                                                         |          |
| Великобритания           | 22 июля 1997 —                 | Почётный кавалер Большого креста                                                                   | наиболее выдающегося ордена Святых Михаила и Георгия                                               | GCMG     |
| Великобритания           | 21 февраля 1979 — 22 июля 1997 | Почётный Рыцарь-командор                                                                           | наиболее выдающегося ордена Святых Михаила и Георгия                                               | KCMG     |
| Франция                  | 2 июня 1998 —                  | Кавалер Большого креста                                                                            | ордена Почётного легиона                                                                           |          |
| Франция                  | 1980 — 2 июня 1998             | Гранд-офицер                                                                                       | ордена Почётного легиона                                                                           |          |
| Сенегал                  | 11 июня 1998 —                 | Кавалер Большого креста ордена Льва                                                                | Кавалер Большого креста ордена Льва                                                                |          |
| Пакистан                 | 6 апреля 1999 —                | Кавалер ордена «Нишан-е-Пакистан»                                                                  | Кавалер ордена «Нишан-е-Пакистан»                                                                  | NPk      |
| Германия                 | 27 мая 1999 —                  | Кавалер Большого креста особого класса ордена «За заслуги перед Федеративной Республикой Германия» | Кавалер Большого креста особого класса ордена «За заслуги перед Федеративной Республикой Германия» |          |
| Ливан                    | 8 августа 1999 —               | Кавалер Большой ленты Национального ордена Кедра                                                   | Кавалер Большой ленты Национального ордена Кедра                                                   |          |
| Румыния                  | 24 октября 1999 —              | Кавалер цепи ордена Звезды Румынии                                                                 | Кавалер цепи ордена Звезды Румынии                                                                 |          |
| Италия                   | 26 апреля 2000 —               | Кавалер Большого креста декорированного лентой ордена «За заслуги перед Итальянской Республикой»   | Кавалер Большого креста декорированного лентой ордена «За заслуги перед Итальянской Республикой»   |          |
| Йемен                    | 5 августа 2000 —               | Кавалер ордена Республики 1 класса                                                                 | Кавалер ордена Республики 1 класса                                                                 |          |
| Куба                     | 14 сентября 2000 —             | Кавалер Национального ордена Хосе Марти                                                            | Кавалер Национального ордена Хосе Марти                                                            |          |
| Казахстан                | 10 декабря 2001 —              | Кавалер ордена «Достык» 1 степени                                                                  | Кавалер ордена «Достык» 1 степени                                                                  |          |
| Марокко                  | 2002 —                         | Кавалер специального класса                                                                        | ордена Мухамадийя                                                                                  |          |
| Марокко                  | 1981 — 2002                    | Кавалер 1 класса                                                                                   | ордена Мухамадийя                                                                                  |          |
| Кот-д’Ивуар              | 2002 —                         | Кавалер цепи Национального ордена Республики Кот-д’Ивуар                                           | Кавалер цепи Национального ордена Республики Кот-д’Ивуар                                           |          |
| Финляндия                | 22 апреля 2007 —               | Кавалер цепи ордена Белой розы                                                                     | Кавалер цепи ордена Белой розы                                                                     |          |
| Греция                   | 20 июня 2007 —                 | Кавалер Большого креста ордена Спасителя                                                           | Кавалер Большого креста ордена Спасителя                                                           |          |
| Болгария                 | 7 ноября 2007 —                | Кавалер ордена Стара Планина с лентой                                                              | Кавалер ордена Стара Планина с лентой                                                              |          |
| Доминиканская Республика | 5 ноября 2008 —                | Кавалер Большого креста с Золотой звездой ордена За заслуги Санчеса, Дуарте и Меллы                | Кавалер Большого креста с Золотой звездой ордена За заслуги Санчеса, Дуарте и Меллы                |          |
| Хорватия                 | 7 апреля 2009 —                | Кавалер Большого ордена Короля Томислава с лентой и большой утренней Звездой                       | Кавалер Большого ордена Короля Томислава с лентой и большой утренней Звездой                       |          |
| Сингапур                 | 16 марта 2009 —                | Кавалер 1 класса ордена Темасека                                                                   | Кавалер 1 класса ордена Темасека                                                                   | DUT1     |
| Португалия               | 20 апреля 2009 —               | Кавалер Большой цепи ордена Инфанта дона Энрике                                                    | Кавалер Большой цепи ордена Инфанта дона Энрике                                                    | GColIH   |
| Мальта                   | 26 августа 2009 —              | Почётный Компаньон Почёта с орденской цепью                                                        | Почётный Компаньон Почёта с орденской цепью                                                        | K.U.O.M. |
| Австрия                  | 2010 —                         | Кавалер Большой звезды Почёта «За заслуги перед Австрийской Республикой»                           | Кавалер Большой звезды Почёта «За заслуги перед Австрийской Республикой»                           |          |
| Венесуэла                | 23 января 2010 —               | Кавалер 1 класса ордена Освободителя                                                               | Кавалер 1 класса ордена Освободителя                                                               |          |
| Великобритания           | 26 октября 2010 —              | Почётный Кавалер Большого креста Почётнейшего ордена Бани                                          | Почётный Кавалер Большого креста Почётнейшего ордена Бани                                          | GCB      |
| Северная Македония       | 2011 —                         | Кавалер ордена «8 сентября»                                                                        | Кавалер ордена «8 сентября»                                                                        |          |
| Нидерланды               | 9 марта 2011 —                 | Кавалер Большого креста ордена Нидерландского льва                                                 | Кавалер Большого креста ордена Нидерландского льва                                                 |          |
| Испания                  | 20 апреля 2011 —               | Кавалер орденской цепи Изабеллы Католической                                                       | Кавалер орденской цепи Изабеллы Католической                                                       |          |
| Албания                  | 18 октября 2011 —              | Кавалер ордена Скандерберга                                                                        | Кавалер ордена Скандерберга                                                                        |          |
| Филиппины                | 11 апреля 2012 —               | Кавалер цепи ордена Лакандула                                                                      | Кавалер цепи ордена Лакандула                                                                      |          |
| Украина                  | 23 ноября 2012 —               | Кавалер ордена князя Ярослава Мудрого 1 класса                                                     | Кавалер ордена князя Ярослава Мудрого 1 класса                                                     |          |
| Украина                  | 30 ноября 2012 —               | Отличие «Именное огнестрельное оружие»                                                             | Отличие «Именное огнестрельное оружие»                                                             |          |
| Перу                     | 2013 —                         | Кавалер Большого креста ордена Солнца Перу                                                         | Кавалер Большого креста ордена Солнца Перу                                                         |          |
| Албания                  | 2015 —                         | Кавалер ордена Государственного флага Албании                                                      | Кавалер ордена Государственного флага Албании                                                      |          |
| Армения                  | 14 июня 2022 —                 | Кавалер ордена Дружбы                                                                              | Кавалер ордена Дружбы                                                                              |          |